# Archippos z Mytilény
Archippos (starořecky Ἅρχιππος–Archippos) byl olympijský vítěz v boxu v roce 300 př. n. l.
Archippos z Mytilény zvítězil v Olympii v boxu na 120. hrách v roce 300 před Kr. Své mistrovství v této disciplíně předvedl i na ostatních panhelénských hrách, když si vítězný věnec odnesl i z pýtických, nemejských a z isthmických her. V starověkém Řecku se vítěz všech čtyř her nazýval periodonikés (vítěz oběhu). Jednotlivé panhelénské hry se totiž pořádaly v různých obdobích čtyřletého cyklu, které spolu tvořily periodos (pravidelný oběh).
Box se stal olympijskou disciplínou na 23. hrách v roce 688 př. n. l. V starověkém Řecku měl box volnější pravidla a byl tvrdší než dnešní. Dovolovalo se vše kromě chvatů, držení soupeře a úderů na pohlavní orgány. Boxer měl pěsti ovinuté řemeny a zápasil ve vyhrazeném prostoru. Soupeři bojovali tak dlouho, dokud se zápas pro jednoho z nich skončil vítězně.
Starověký řecký cestovatel a spisovatel Pausanias zaznamenal, že Archippos dosáhl svá vítězství jako sotva dvacetiletý. Mytiléňané mu z vděčnosti za proslavení jejich vlasti dali zhotovit sochu, kterou umístili v posvátném okrsku olympijské Altidy. Část podstavce Archippovy sochy s porušeným nápisem objevili jižně od Diova chrámu. Typ písma ukazuje na přelom čtvrtého a třetího stol. před Kr.